# Gaspard-Louis-Charles Adam
Gaspard-Louis-Charles Adam (1760 – 1845) è stato uno scultore francese, appartenente alla famiglia Adam di Nancy.

## Biografia
Figlio di Nicolas-Sébastien Adam e fratello di Carle Adam, era cugino del celebre Clodion, oltre che parente di altri esponenti delle famiglie Adam, Michel e Pajou. La sua stessa esistenza è stata per molto tempo ignorata dalla storiografia dell'arte. Si sa che entrò all'Académie royale de peinture et de sculpture nel 1779, dove fu allievo di Charles-Antoine Bridan. Nel 1819 espose al Salon un busto realizzato dal vivo del principe di Condé. All'età di 77 anni scrisse al re Luigi Filippo invocandone aiuti economici, lamentando che la povertà sua e di suo padre, al servizio delle case reali francese e polacca, fosse imputabile alla rivoluzione. Non ci sono opere note di cui è possibile riconoscere la sua partenità.